# Ceredo
Ceredo é uma cidade localizada no estado norte-americano de Virgínia Ocidental, no Condado de Wayne.

## Demografia
Segundo o censo norte-americano de 2000, a sua população era de 1675 habitantes.
Em 2006, foi estimada uma população de 1617, um decréscimo de 58 (-3.5%).

## Geografia
De acordo com o United States Census Bureau tem uma área de
5,3 km², dos quais 3,5 km² cobertos por terra e 1,8 km² cobertos por água.

## Localidades na vizinhança
O diagrama seguinte representa as localidades num raio de 12 km ao redor de Ceredo.